# تپه داشغانه تاج‌آباد
تپه داشغانه تاج‌آباد مربوط به اواخر هزاره دوم و اوایل اول پیش از میلاد است و در شهرستان داورزن، روستای تاج‌آباد واقع شده و این اثر در تاریخ ۱۶ اسفند ۱۳۸۴ با شمارهٔ ثبت ۱۴۳۲۶ به‌عنوان یکی از آثار ملی ایران به ثبت رسیده‌است.